# ロバのパン屋
ロバのパン屋（ロバのパンや）とは、昭和のはじめから、日本でロバあるいは馬に馬車を牽かせて街なかを移動しながら売られたパン屋のことである。
日本が高度経済成長を迎えると馬車による販売形態は姿を消し、自動車による販売に切り替えられた。

## 起源
最初にロバを用いてパンを販売したのは、石上寿夫が札幌市で起業したロバパン石上商店である。1931年（昭和6年）にパン屋を創業した石上は、偶然にも札幌で開催された博覧会に出展するために中国から送られた、「ウィック」という愛称のロバを貰い受けた。そこで、ロバに曳かせた馬車でパンを売れば、子どもの目を引くという発想で会社を立ち上げた。石上の考えたロバ移動車では、蝶ネクタイを締め、競馬の騎手の扮装をした御者が、リヤカーを改造した小型の馬車を駆って営業を行なった。石上商店では、初代のウィックの引退後も、何頭かロバを購入し、積雪期には馬車ではなくソリを装着した馬車も牽かせた。ただ、馬より体力の弱いロバの負担を思い、ロバ移動車での販売は数年後に中止した。石上商店はその後株式会社となり、北海道シェア2位の製パン会社ロバパンとして存続している。

## ロバのパン

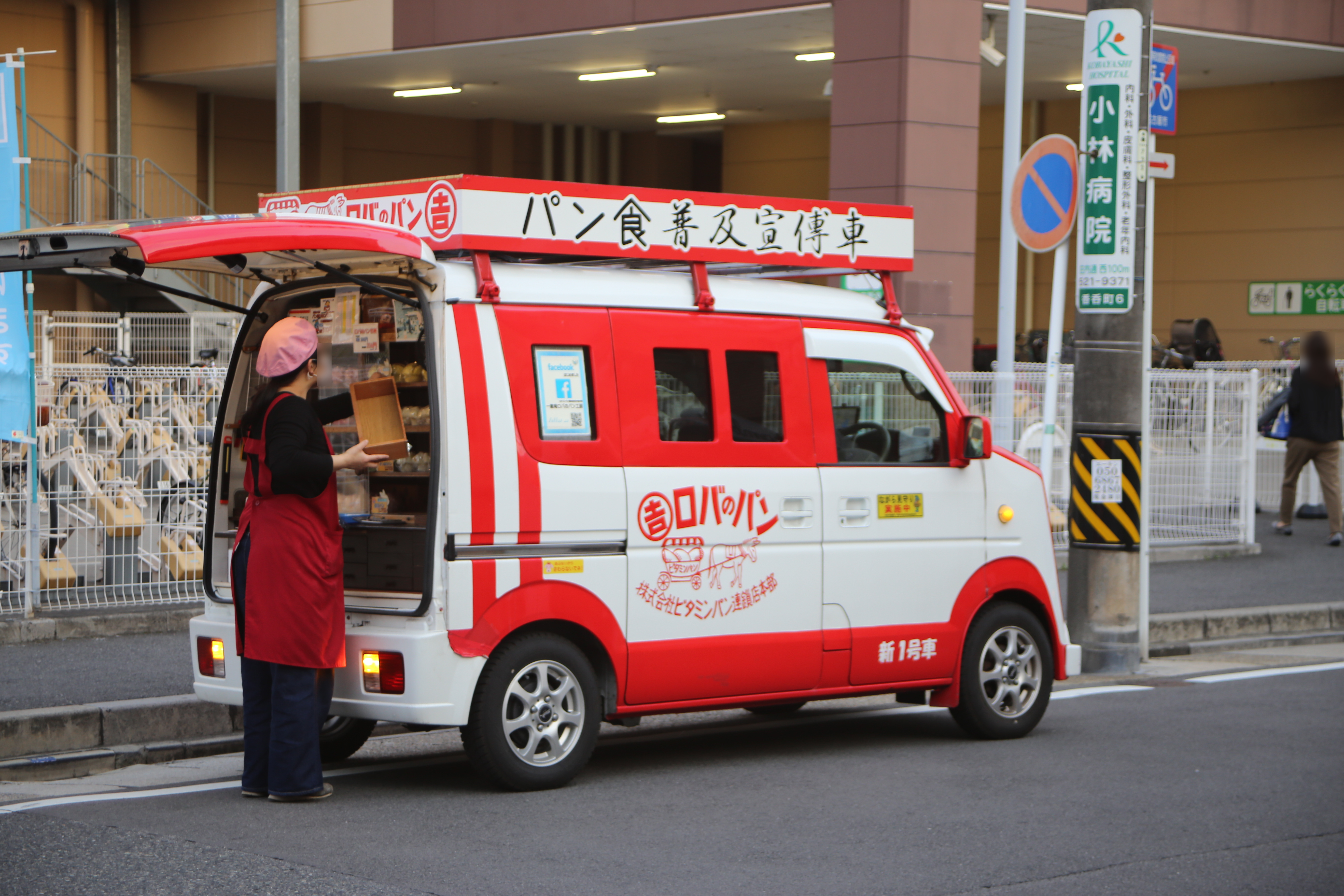
ビタミンパン連鎖店本部の販売車（名古屋市西区イオンタウン名西前にて、2021年4月）

後述の「パン売りのロバさん」のメロディーと共に、人々の記憶に残っているロバのパン屋は、株式会社ビタミンパン連鎖店本部という、京都市に本社を置く蒸しパンの行商を行なっていたチェーン店である。社長の桑原貞吉は、浜松の代理店だった亀屋パンの社長の発想を買い、1953年（昭和28年）に、浜松市と京都市とで移動販売を始めた。これが、四輪の馬車を牽くロバのパンとして日本各地で昭和30年代に見られた馬車である。
ただし、馬車を牽いていたのは、ロバではなく馬、それも、大多数は日本の在来種として知られる木曽馬である。木曽馬は小型の馬（ポニー）のため、使用したイメージソングも「ロバ」であり、子どもに受けもよかったために、社長の桑原が、敢えて馬に牽かせた馬車をロバのパンとして宣伝した。
馬車に蓄音機を載せて「パン売りのロバさん」を流しながら売るという宣伝と、連鎖店と称した全国チェーンという桑原の時代に先んじた経営方針によって、昭和30年代には、ビタミンパンは全国にチェーン店を150店舗以上も抱えるまでに成長した。また、このチェーンに加わらない同業他社も数多く存在しており、ロバのパン屋は最盛期を迎えた。移動販売車も改良され、馬の代わりに三輪自転車を付けた移動車も登場した。
最盛期の1960年（昭和35年）には、関西テレビ制作のテレビドラマ「ともしびの詩」シリーズの第13話『町に流れる一つの歌』（西村勲監督、永塩良輔脚本）に登場している。社長の桑原貞吉役は藤間林太郎が演じている。
昭和30年代後半には、経済成長に伴って、ロバのパンとして馬に牽かせて営業することは困難になり始める。まず、道路事情が自動車の普及によって格段に悪くなった。スピードの遅い馬車は自動車の走行を妨げるとして敬遠された。また臆病な馬にとって、車のクラクションは暴走の元となり危険が増した。さらに、馬の垂れ流す糞尿も苦情の対象とされるようになった。舗装道とマンホールも、馬の蹄鉄には天敵となった。すでに1961年（昭和36年）には、京都のビタミンパン本部でライトバンによる営業を開始している。一部の地方では馬車による販売も継続されたが、連鎖店の多くでは、昭和40年代には自動車による販売に急速に切り替えられた。ただし、昭和50年代半ばまで岐阜において馬をイベント的に牽いた移動販売が行われており、当時の情報番組『ズームイン!!朝!』にて取り上げられたことがある。一方で、蒸しパンの一種であるビタミンパンは、食糧事情が多様化すると、余り顧みられなくなってしまう。その後「ロバのパン」という名称だけは残ることとなり、「パン売りのロバさん」のメロディーと共に使われ続けている。

## 「パン売りのロバさん」
1955年（昭和30年）、キングレコードから発売された「パン売りのロバさん」（作詞：矢野亮、作曲：豊田稔、歌：近藤圭子）はこのイメージソング、CMソングの一種と一般には解釈されている。ただし、作詞家の矢野がロバのパン屋を街角で見かけて詞を作ったのは1954年（昭和29年）、場所は東京浅草の雷門だったことがキングレコードのディレクターだった長田暁二によって書き留められている。この時点では前述のビタミンパン連鎖店本部の連鎖店は東京では営業していなかった。更に歌詞に登場するロバのパン屋は複数種類の菓子パン等を扱っているが、前述の通りビタミンパン連鎖店本部の扱っていた商品は蒸しパンであり、矢野と長田が見たのは千葉県の同業他社の「馬」と馬車と推測されるが二人はロバをイメージしフレーズが誕生した。
ビタミンパン連鎖店本部の桑原が「パン売りのロバさん」を実際に耳にしたのは発売された1955年（昭和30年）の暮れのことと自ら記している。即座にSP盤を数百枚もレコード店に発注し、後には特注LPを5,000枚も用意し、全国の連鎖店に配布した。翌年には全国の連鎖店の馬車がこの曲を流して移動販売を始めた。
上記とは別にキングレコードが1939年（昭和14年）に発売した「ロバのパン屋さん」という曲が存在している。作詞は明石喜好、作曲は山口保治。この場合のロバのパンは、実際にロバが使われていた札幌の石上商店を着想の元にしたものと考えられる。また、ビクターレコードが1951年（昭和26年）に発売した「ろばのパン屋さん」（「ろば」の表記が平仮名）という別の曲も存在し、作詞は坂口淳、作曲は平岡照章。古賀さと子の歌で童謡レコード「ひばりと麦畑」のB面に収録された。

## その他
珍名馬として人気があった1995年（平成7年）生まれのサラブレッド競走馬ロバノパンヤ号の馬名の由来は、このロバのパン屋である。馬主は、愛馬に一風変わった名前を付ける事で知られる小田切有一である。